# Argyropelecus sladeni
Argyropelecus sladeni es una especie de pez del género Argyropelecus.

## Descripción
Presenta 9 radios blandos dorsales, 11-12 radios blandos anales, 35-38 vértebras, 10 radios branquiostegales, ausencia de espinas dorsales y anales. Cuenta con una boca mediana y ojos tubulares. La aleta dorsal presenta nueve radios blandos, las aletas pélvicas tienen seis y la aleta anal consta de dos partes, con siete radios blandos en la parte delantera y cinco por detrás. La parte dorsal es oscura y posee fotóforos (puntos luminosos) en el opérculo y el vientre. Mide 8,3 cm de longitud (3,26 pulgadas) y puede alcanzar un peso máximo de 13,20 g.

## Distribución y hábitat
Se distribuye por los mares tropicales y subtropicales. Los ejemplares de la especie realizan migraciones diarias durante el día. Su profundidad varía entre 350 y 600 m (1100 a 2000 pies), mientras que por la noche es de 100 a 375 m (300 a 1200 pies).